# جوليانا كاناروزو
جوليانا كاناروزو (بالإنجليزية: Juliana Cannarozzo)‏ من مواليد 27 أغسطس 1989 هي متزلجة وممثلة أمريكية سابقة. فازت بميداليتين ذهبيتين في سلسلة سباق الجائزة الكبرى للناشئين.

## سيرة شخصية
ولدت جوليانا كاناروزو في بوسطن ماساتشوستس، ونشأت في ريدينغ ماساتشوستس. كانت أختها الكبرى لورين كاناروزو أيضًا لاعبة تزلج تنافسية.

## روابط خارجية
- جوليانا كاناروزو على موقع IMDb (الإنجليزية)
- جوليانا كاناروزو على موقع أول موفي (الإنجليزية)
- جوليانا كاناروزو على موقع كينوبويسك (الروسية)